# Sistotrema eximum
Sistotrema eximum är en svampart som först beskrevs av H.S. Jacks., och fick sitt nu gällande namn av Ryvarden & Solheim 1977. Sistotrema eximum ingår i släktet Sistotrema och familjen Hydnaceae.   Inga underarter finns listade i Catalogue of Life.